# 蘇霍多利斯克
蘇霍多利斯克，又按乌克兰语名译为苏霍迪利斯克（烏克蘭語：Суходільськ），法理上是乌克兰东部盧甘斯克州多夫然斯克区索罗基内市镇内的城市，事实上隶属于俄罗斯卢甘斯克人民共和国克拉斯诺顿市议会。該市始建於1914年，面積10平方公里，海拔高度193米，2022年人口数量为20,390人。

## 历史
2011年7月29日，该市的一处矿井地下915米处发生爆炸，造成了其中16人死亡、3人受伤住院，还有10人下落不明。事故发生时矿井中有28人正在作业。事后，时任俄罗斯总统德米特里·梅德韦杰夫对时任乌克兰总统維克托·亞努科維奇表示慰问。